# 思いわずらうことなく愉しく生きよ
『思いわずらうことなく愉しく生きよ』（おもいわずらうことなくたのしくいきよ）は、江國香織による日本の小説。
女性ファッション雑誌『VERY』（光文社）にて2001年10月号から2003年12月号まで連載された。
2011年秋に、『カレ、夫、男友達』のタイトルでNHKでテレビドラマ化されている。

## あらすじ
人はみないずれ死ぬのだから（中略）、思いわずらうことなく愉しく生きよ。
家訓にそれぞれのやり方で従う犬山家の三姉妹。結婚7年目で夫からの暴力に悩む長女・麻子、外資系企業でバリバリ働きながら恋愛にも強気なキャリアウーマン・治子、恋愛に対する考え方が独特な末っ子の育子。
長姉・麻子のDV問題を知った育子が治子に相談したことから、穏やかな日々に変化が訪れる。

## 登場人物
犬山 治子（いぬやま はるこ）
三姉妹の次女。34歳。1967年2月生まれ。大学卒業後、アメリカに留学しMBAを取得し現地で就職。日本帰国後は別の外資系企業に転職した。
犬山 育子（いぬやま いくこ）
三姉妹の三女。29歳。1972年11月生まれ。自動車教習所の事務員。クリスチャンではないがキリストが好きで、置物や葉書をいくつも持っている。
多田 麻子（ただ あさこ）
三姉妹の長女。36歳。1965年4月生まれ。姉妹で唯一の既婚者。短大卒業後、洋酒メーカー勤務を経て邦一と結婚し家庭に入った。邦一から時々暴力を振るわれるが、きちんと理由があってのことだからと受け入れている。
熊木 圭介（くまき けいすけ）
治子の同棲相手。スポーツライターという名の収入の少ない物書き。これまでに2度治子にプロポーズし断られている。
多田 邦一（ただ くにかず）
麻子の4歳年上の夫。大手PR会社に勤めている。時々麻子に暴力を振るう。
光夫（みつお）
育子の専門学校時代の友人で親友・里美の恋人。里美とはくっついたり離れたりしていたが、育子とも肉体関係。
河野 健（かわの けん）
治子の同僚。治子がアメリカで働いていた時に付き合っていた。治子にとっては“抗えない体”の持ち主。
犬山 道造（いぬやま みちぞう）
三姉妹の父親。62歳。自身の浮気が原因で妻（三姉妹の母親）と離婚したが、後にその女とは別れ、現在は江古田に一人暮らし。
岸 正彰（きし まさあき）
育子が住むアパートの隣家の青年。正彰の母親は育子の理想の女性。
相原 雪枝（あいはら ゆきえ）
麻子が行きつけのスーパーマーケットで知り合った女性。素振りから彼女が暴力を振るわれていることに感づき、親近感を抱いた。

## テレビドラマ
『カレ、夫、男友達』（カレ、おっと、おとこともだち）のタイトルでNHK「ドラマ10」にて2011年11月1日から12月20日まで放送。全8回。主演は真木よう子。
キャッチコピーは「三姉妹、それぞれの愛のかたち。」。

### キャスト

#### 主要人物
犬山 治子（いぬやま はるこ）
演 - 真木よう子
イベント会社ZEST企画に勤めるキャリアウーマン。女性だからと言って求める欲に遠慮せず正直に自分らしく行動する。結婚を「束縛するもの」としか見なしておらず、同棲相手である熊木からのプロポーズをいとも簡単に一蹴する。そして結局、元彼である八木と肉体関係である事を知られた事などで、熊木に愛想を尽かされ離別してしまう。
多田 麻子（ただ あさこ）
演 - 木村多江
主婦。治子の姉。周りから見れば異常なくらい夫に依存している関係で、夫を心底愛するゆえに周囲との関係を自ら壊していく。その為治子の助けも無駄に終わり、孤立していく事になる。そして最終的に夫と共に練炭自殺を図る。
犬山 育子（いぬやま いくこ）
演 - 夏帆
治子・麻子の妹。大学院で動物行動学の研究をしている。男は恋愛の対象ではなく繁殖するときに必要だと考え、人を愛する行為は無駄だと思っている。
男性を普通に愛せなくなったのは父が他の女性と不倫し家庭を壊したのが原因で、父の事を最も許せない存在として嫌っている。
犬山 洋子（いぬやま ようこ）
演 - 高畑淳子
三姉妹の母親。新進気鋭の華道家。残された時間は短い、会える回数もそう多くないと思ったら別れた夫にも優しくなれる。治子が麻子を助けたにもかかわらず、「あの子が自分で考えた事だから」という理由だけで邦一の元に帰し、治子の救援を徒労に終わらせた。

#### 近親人物
多田 邦一（ただ くにかず）
演 - ユースケ・サンタマリア
東都興業銀行法人営業部に勤めるサラリーマン。神経質な性格で支配欲が強く、妻を征服するため、DVと呼ぶのも生ぬるい異常な行動へ発展していく。麻子の事を心底愛しているが、彼女無しでは生きられない程に依存しており、本当は自分自身に怯える臆病な人間である。そんな自分を恥じ、結婚記念日を機に麻子と共に練炭での自殺を図る。
熊木 圭介（くまき けいすけ）
演 - 徳井義実（チュートリアル）
治子の同棲中の恋人。中東での取材から帰国後、月刊「ムーヴメント」に連載が決まり、収入が安定したことで治子にプロポーズするが一蹴され、さらには他の男性との肉体関係を「後悔していない」と主張された事で別れを切り出すと、「好きだから行かないで」という治子の身勝手さに愛想が尽き、別れる決意を固めて治子のマンションを去る。その後、マンションに置いていた荷物を全て引き払い、アフガニスタンへ一時滞在した後に帰国。治子と再会しよりを戻す。
岸 正彰（きし まさあき）
演 - 三浦貴大
結核療養で大学院を暫く休学していたが病気が治り動物行動学研究室に復帰する。育子に素気ない態度で接するが、育子からの想いを受け止め、彼女との同棲生活を始めるようになり、最終回で育子と結婚した。
相川 光夫（あいかわ みつお）
演 - 若葉竜也
育子と合コンで知り合った青年。2人だけで抜け出そうと誘いキスは許してもらえたが、最初のデートではそれ以上の関係は拒まれた。
草壁 修司（くさかべ しゅうじ）
演 - 長塚京三
洋子の元夫。現在の妻・雅美との不倫の末に離婚。別れた妻と現在でも交流があり、洋子が好きなクールウォーターを持参し華道展に顔を出す。
末娘の育子からは憎まれており、彼女が「恋愛は無駄なもの」という持論を持つに至った元凶である。
草壁 雅美（くさかべ まさみ）
演 - 片岡礼子
修司の現在の妻。不倫の末の結婚だが、修司を心から愛し子供を授かる。
草壁 元子（くさかべ もとこ）
演 - 米谷澪
修司と雅美の間に産まれた女の子。

#### その他
八木 弘樹（やぎ ひろき）
演 - 平岳大
N&Nトレーディングジャパン宣伝部。治子と大学時代から付き合いがあり、トレーニングジムで偶然再会し、肉体関係を持つ。
八木 絵里香（やぎ えりか）
演 - 宮下ともみ
弘樹の妻。久美の策略で治子が夫と関係を持った事を知り、治子に関する悪辣な噂を記した文書を熊木に渡し、夫の会社にも情報を流す。
富野 久美（とみの くみ）
演 - 高橋かおり
イベント会社ZEST企画勤務。
早くに出世した同僚の治子を妬み、社内や八木の妻・絵里香に男性遍歴の過去を暴露し治子の失脚に成功し、歓喜する。
小宮山 信二（こみやま しんじ）
演 - 柄本時生
イベント会社ZEST企画勤務、治子の部下。
鶴田（つるた）
演 - 長原成樹
イベント会社ZEST企画部長、治子の上司。絵里香と久美の策略で取引先N&Nトレーディングジャパンからクレームをつけられ、治子をイベントチーフから降ろす。
島尾（しまお）
演 - 森本レオ
育子と知り合うホームレスのおじさん。育子の初体験の相手。過去に科学を専攻していた。
動物行動学研究室
岡部（教授）
演 - 島田洋八
美佐江（研究員）
演 - 真下玲奈
ありさ（研究員）
演 - 松田百香
さとる（研究員）
演 - 重山邦輝
大原（研究員）
演 - 中島匠

#### ゲスト
第1 - 2話
木下 仁志（きのした ひとし）
演 - 福田転球（コスモスビール宣伝部部長、ZEST企画に新商品「恋味」の宣伝PRイベントを発注する）
第3・5 - 6・最終話
相原 雪枝（あいはら ゆきえ）
演 - 濱田マリ（夫から暴力を振るわれ顔に痛ましい傷が残っている主婦）
第7話
田辺 真紀（たなべ まき）
演 - 江頭ひなた（月刊「ムーヴメント」編集者）

### スタッフ
- 原作 - 江國香織 「思いわずらうことなく愉しく生きよ」
- 脚本 - 浅野妙子
- 音楽 - 大島ミチル
- 主題歌 - 安藤裕子 「輝かしき日々」
- 解説放送ナレーション - 千葉進歩
- 演出 - 佐々木章光、古厩智之
- 制作統括 - 銭谷雅義、黒沢淳
- 制作・著作 - NHK、テレパック

### サブタイトル
| 各回                                                      | 放送日         | サブタイトル             | 演出       | 視聴率 |
| --------------------------------------------------------- | -------------- | ------------------------ | ---------- | ------ |
| 第1回                                                     | 2011年11月1日  | 危険な関係               | 佐々木章光 | 6.5%   |
| 第2回                                                     | 2011年11月8日  | プロポーズは突然に       | 佐々木章光 | 8.7%   |
| 第3回                                                     | 2011年11月15日 | キスマーク               | 古厩智之   | 8.2%   |
| 第4回                                                     | 2011年11月22日 | 父の秘密                 | 佐々木章光 | 8.2%   |
| 第5回                                                     | 2011年11月29日 | 私たち、逃げなくちゃ     | 古厩智之   | 8.7%   |
| 第6回                                                     | 2011年12月6日  | お願い、行かないで!      | 古厩智之   | 8.3%   |
| 第7回                                                     | 2011年12月13日 | 人を好きになるということ | 佐々木章光 | 8.9%   |
| 最終回                                                    | 2011年12月20日 | 愛という名の不思議       | 佐々木章光 | 8.1%   |
| 平均視聴率 8.2%（視聴率は関東地区・ビデオリサーチ社調べ） |                |                          |            |        |

| NHK ドラマ10                                       | NHK ドラマ10                                | NHK ドラマ10                               |
| 前番組                                             | 番組名                                      | 次番組                                     |
| -------------------------------------------------- | ------------------------------------------- | ------------------------------------------ |
| ラストマネー -愛の値段- （2011.9.13 - 2011.10.25） | カレ、夫、男友達 （2011.11.1 - 2011.12.20） | タイトロープの女 （2012.1.24 - 2012.2.28） |